# Iprari
Iprari (gruz. იფრარი) – wieś w Gruzji, w regionie Megrelia-Górna Swanetia, w gminie Mestia. W 2014 roku liczyła 14 mieszkańców.